# Бэйдахуан
Бэйдахуа́н (кит. трад. 北大荒, пиньинь Běidàhuāng, «Большая северная пустошь») — граничащая с Россией область на северо-востоке китайской провинции Хэйлунцзян. Входит в Саньцзянскую равнину, обладает густой сетью рек, множеством болот и лесными ресурсами. Находится в альпийско-арктической зоне, богата чернозёмом.

## История
Слово возникло среди ханьцев во времена династии Цин. Цинские императоры были родом из Маньчжурии и в XVII веке при помощи Ивовой изгороди отгородили территорию от китайцев, которые и ввели в обиход название Большая северная пустошь. С открытием границ Маньчжурии во второй половине XIX века термин начал выходить из употребления.
В 1930-х годах японские власти отправили в эту область 300 тысяч мигрантов с целью освоения земель.
После провозглашения Китайской Народной Республики название Бэйдахуан стало относиться к равнинам, лежащим к северу от Харбина и горы Илерхули; равнине трёх рек, ограниченной Амуром, Уссури и Сунгари; и равнине реки Муданьцзян. Правительство создало здесь область мелиорации, и во время Культурной революции Бэйдахуаном именовалась уже вся провинция Хэйлунцзян. Из-за тяжёлого климата, удалённости от центра, а также скудности пищевых ресурсов и плохой репутации регион являлся местом ссылки заключённых, демобилизованных солдат и правых диссидентов. В Бэйдахуан стремились некоторые пролетарские писатели, в частности Дин Лин, Не Ганьну. Во время Большого скачка здесь проходил «трудовое перевоспитание» на ферме поэт Ай Цин и другие интеллектуалы.
Согласно китайской историографии, регион осваивали три поколения. Первыми были 100 тысяч солдат (с 1947 по 1958 год), которые жили в А-образных хижинах из веток, отстоящих на высоту 1 м от земли. С 1959 по 1963 год прибыло 60 тысяч молодых людей из провинции Шаньдун. Затем, в 1968 году, государство призвало к участию в освоении региона выпускников школ, и к 1972 году в область приехало 500 тысяч человек из Пекина, Тяньцзиня и Шанхая. Условия их жизни улучшились; были построены дома из дерева и глины. В 1954 году СССР прислал экспертов, которые возвели первый механизированный «Совхоз Дружбы». Всего в ходе освоения региона погибло 12 тысяч человек — в основном от истощения, утопления в болотах и в борьбе со стихией.
Исторически в этом месте выращивались пшеница и бобы. Общее количество освоенной целины составляет 2,33 млн га. Начиная с 1984 года резко увеличились посевы риса. В 2000 году издан запрет на освоение новых земель, а неосвоенные земли причислены к заповедникам.
Регион является самым крупным производителем сои в Китае и одним из крупных производителей риса и пшеницы.